# Exoprosopa metopargyra
Exoprosopa metopargyra är en tvåvingeart som beskrevs av Hesse 1956. Exoprosopa metopargyra ingår i släktet Exoprosopa och familjen svävflugor. Inga underarter finns listade i Catalogue of Life.